# 9e régiment de zouaves
Le 9e régiment de zouaves (9e RZ) est un régiment d'infanterie français de l'armée d'Afrique, ayant existé entre 1914 et 1962.
Constitué dans la région de Bordeaux, à Caudéran, en septembre 1914, par la réunion de trois bataillons de zouaves venus du Maroc, il se distingue particulièrement lors de la Première Guerre mondiale, au cours de laquelle il est cité six fois à l'ordre de l'armée et obtient la Légion d'honneur. Lors de la Seconde Guerre mondiale, il participe à la bataille de France en mai-juin 1940 puis en 1944-45, commandé par le colonel Aumeran, le 9e RZ, « splendide régiment formé de Nord-Africains et de jeunes volontaires de la métropole », s'illustre au cours de la libération de la France et de la campagne d'Allemagne, obtenant deux nouvelles citations à l'ordre de l'armée.

## Création et différentes dénominations
- Septembre 1914 : formation du régiment de marche de la 3e brigade du Maroc, par la réunion de trois bataillons de zouaves[3] :
  - le 1er bataillon du 4e régiment de zouaves ;
  - le 2e bataillon du 1er régiment de zouaves ;
  - le 3e bataillon du 1er régiment de zouaves.
- décembre 1914 : renommé 9e régiment de marche de zouaves[3]
- février 1919 : dissolution[3]
- 1er janvier 1920 : création du 9e régiment de zouaves[3]
- juillet 1940 : devient régiment de l'Indre
- août 1940 : dissolution
- 1942 : nouvelle création du 9e régiment de zouaves
- 1962 : dissolution.
- 1982 : réactivé au centre d'entraînement commando (CEC) de Givet (Ardennes)
- 1999 : le CEC perd le nom de 9e zouaves, mais conserve son drapeau et les traditions des zouaves jusqu'au 3 mars 2006.
- 2000 : le CEC continue à porter le nom de 9e Zouaves (2000-2005)[pas clair].
- 2006 : le CEC devient 3e régiment de chasseurs parachutistes (jusqu'à sa dissolution trois ans plus tard). Le drapeau des zouaves est retiré du CEC et est remis à l’École d'Application de l'Infanterie (EAI) à Montpellier.

## Chefs de corps

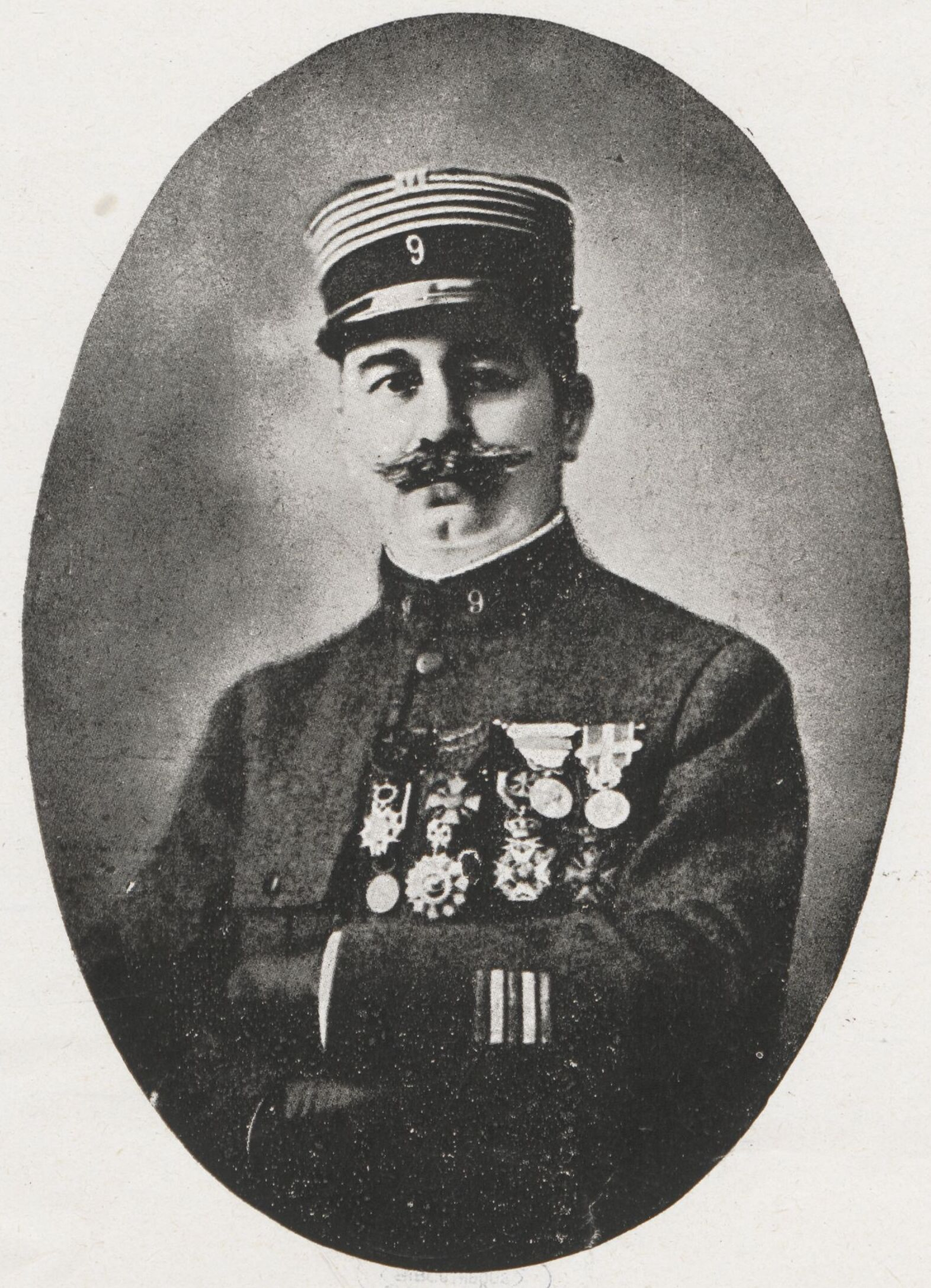
Lieutenant-colonel Mingasson, tué à la tête du régiment en septembre 1915.

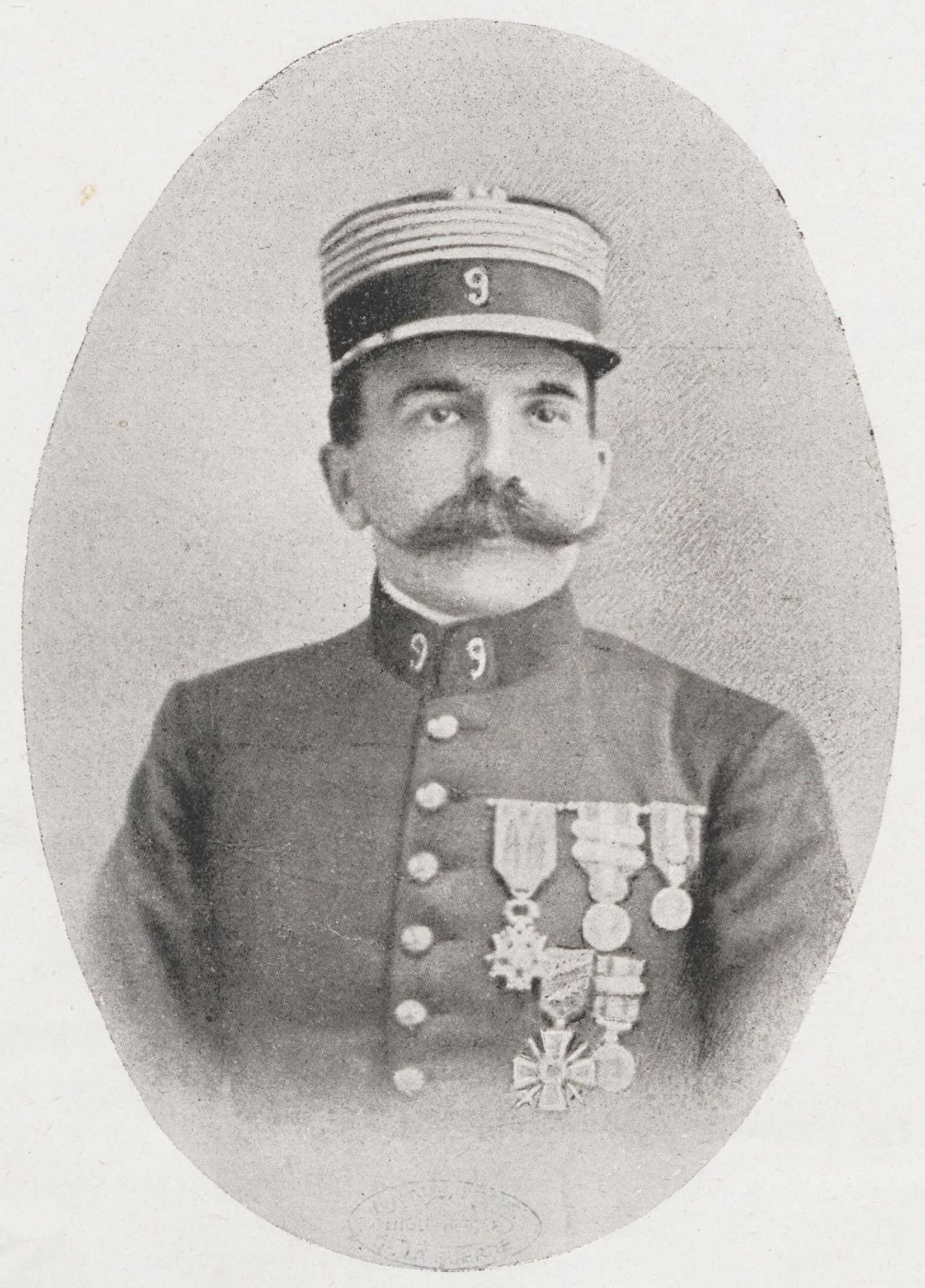
Lieutenant-colonel Joulia (tué à la tête du régiment en février 1916).

### Première Guerre mondiale
- septembre 1914 : lieutenant-colonel Niessel
- février 1915 : lieutenant-colonel Mingasson[3],[4]
- septembre 1915 : colonel Couranjou[5]
- novembre 1915 : lieutenant-colonel Joulia[6][7]
- mars 1916 : lieutenant-colonel Fouchard[3]
- octobre 1916 : lieutenant-colonel Gross[8],[9]
- juillet 1918 : chef de bataillon de Marsay par intérim[3]
- septembre 1918 : lieutenant-colonel Rozet[3]

### Entre-deux-guerres
- 1er janvier 1920-1924 : colonel Bertrand[3]
- 1924-1926 : colonel Trestournel
- 1926-1928 : colonel Godefroy
- 1928-1932 : colonel Laborde
- 1932-1935 : lieutenant-colonel Clarion
- 1935-1937 : colonel Normand
- 1937-1939 : colonel Roubertie

### Seconde Guerre mondiale
- 1939-8 janvier 1940 : lieutenant-colonel Tasse
- 1940-1941 : lieutenant-colonel de la Grandière
- 1943 : colonel Michel
- 1943-1945 : lieutenant-colonel Aumeran, nommé ensuite colonel
- 1945-1946 : lieutenant-colonel Pernet, nommé ensuite colonel
- 18 septembre 1946-1947 : chef de bataillon Jean Romillat

### Après-guerre
- 1947-1948 : chef de bataillon Rouvier
- 1948-1950 : chef de bataillon André
- 1950-1952 : chef de bataillon puis lieutenant-colonel Bargues
- octobre 1952-1954 : lieutenant-colonel Charles Fredet
- décembre 1954-1957 : lieutenant-colonel Jean Boissarie
- novembre 1957-1959 : lieutenant-colonel André Barjaud
- février 1959-1961 : lieutenant-colonel Paul Santini
- 1er janvier 1961-1962 : lieutenant-colonel Marcel Sobra
- 23 mars 1962-28 janvier 1963 : lieutenant-colonel Charles Delmas

#### CEC-9eZouaves
- 7 mai 1982 : lieutenant-colonel Cuny
- ? :  lieutenant-colonel Falda
- 1985-1987 :  lieutenant-colonel Thomsen
- 1987-1989  lieutenant-colonel puis colonel Lemercier
- ? …1989 : lieutenant-colonel Vergez
- juin 1992 : lieutenant-colonel Pons
- 1993-1995 : Colonel Faucher
- 1995-1997 :  lieutenant-colonel Melin
- juin 1997 : lieutenant-colonel Martin
- juin 1999 : lieutenant-colonel Lechaix
- juin 2001 : lieutenant-colonel Lombard
- juin 2003 : lieutenant-colonel Jean-Louis Lemmet
- 26 juin 2005  - 29 septembre 2006 : lieutenant-colonel Pascal Vigneron
- 2007 - 2009 : lieutenant-colonel Nivelet

### Colonels du9ezouavestués ou blessés au combat
- Colonel Mingasson, tué le 27 septembre 1915 en Champagne
- Lieutenant-colonel Joulia : blessé le 26 février 1916, tué le 28 février 1916 à Verdun
- Lieutenant-colonel Fouchard : blessé en août 1916

## Historique des garnisons, campagnes et batailles du9eZouaves

### Première Guerre mondiale
- À la 3e brigade marocaine isolée de septembre 1914 à avril 1915[3]
- À la 3e brigade marocaine au sein de la 153e DI d’avril 1915 à juillet 1918[10]
- À l'infanterie divisionnaire de la 153e DI de juillet à novembre 1918[10]

#### 1914
Le régiment de marche de la 3e brigade du Maroc est formé à Caudéran, par la réunion de trois bataillons de zouaves, issus des 1er et 4e régiments de zouaves, débarqués à Bordeaux et venus du Maroc.
Le régiment participe aux combats dès le 16 septembre à Carlepont dans l'Oise. Sans préparation particulière au combat et recevant son baptême du feu par un assaut sur des positions fortifiés après avoir dû marcher 35 kilomètres, il emporte ses premiers objectifs au prix de 160 tués.
Il reste dans le secteur jusqu'en avril 1915, attaquant et défendant vers Tracy-le-Val, Bailly et Quennevières.

#### 1915

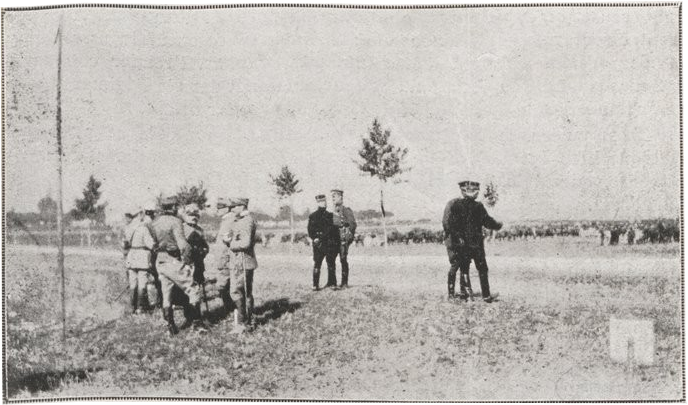
Photographie du 9e zouaves de marche lors de la revue où le président Poincaré lui remet son drapeau.

Appelé en Belgique sur l'Yser. Il gagne sa première citation après les combats de l'écluse de Het-Sas sur le canal d'Ypres à l'Yser : après une attaque ratée le 26 avril, il établit une tête de pont le 27 qu'il tient jusqu'au 1er juin sans avoir été relevé.
Il reçoit son Drapeau le 24 août 1915 au cours d'une revue passée par le président Poincaré et par le roi Albert près de Saint-Nicolas-de-Port.
Du 25 septembre au 6 octobre, le régiment est engagé lors de seconde bataille de Champagne, subissant de lourdes pertes face aux contres-attaques allemandes.

#### 1916
Il arrive le 24 février 1916 à Verdun, ses bataillons occupant divers points dont le bois de Caillette. Il est compris dans la citation collective reçue par la 153e DI pour sa résistance pendant onze jours sans avoir cédé de terrain.

À partir du 20 juillet, le régiment participe aux assauts de l'offensive de la Somme. Il prend le 12 août la moitié sud de Maurepas puis le reste du village le 18.

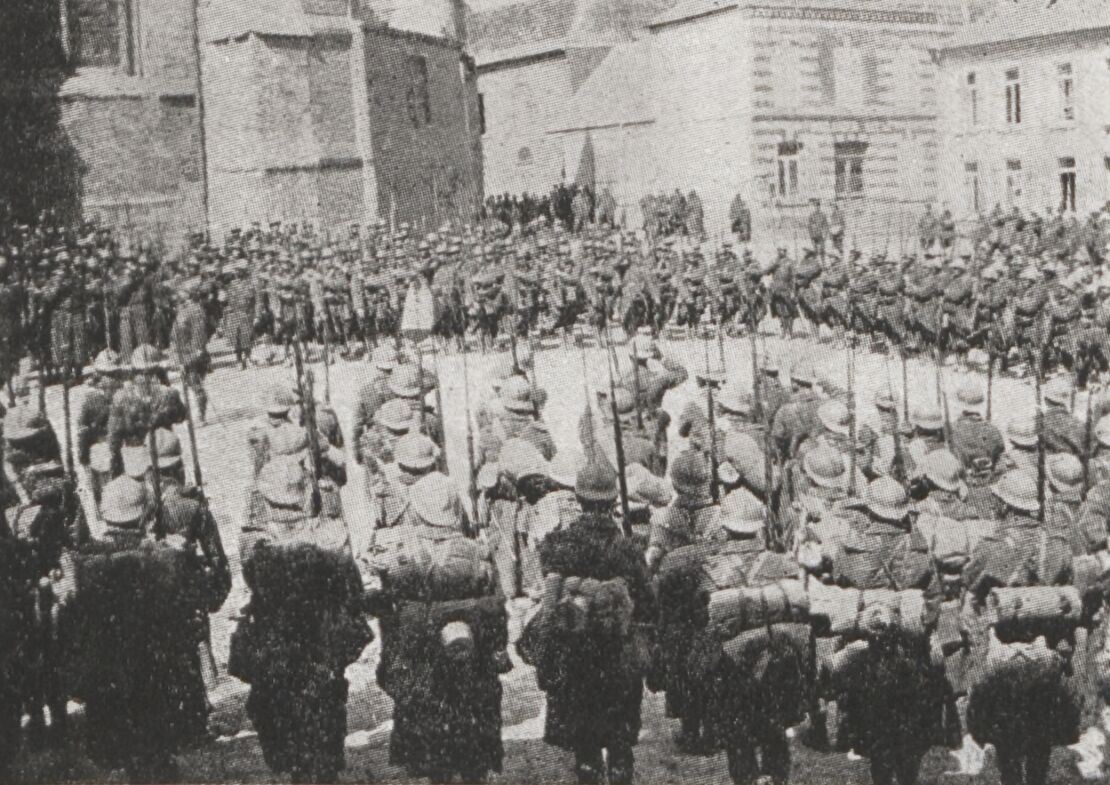
Rassemblé à Bray-sur-Somme en juillet 1916 avant l'offensive de la Somme, le régiment est harangué par le lieutenant-colonel Fouchard.
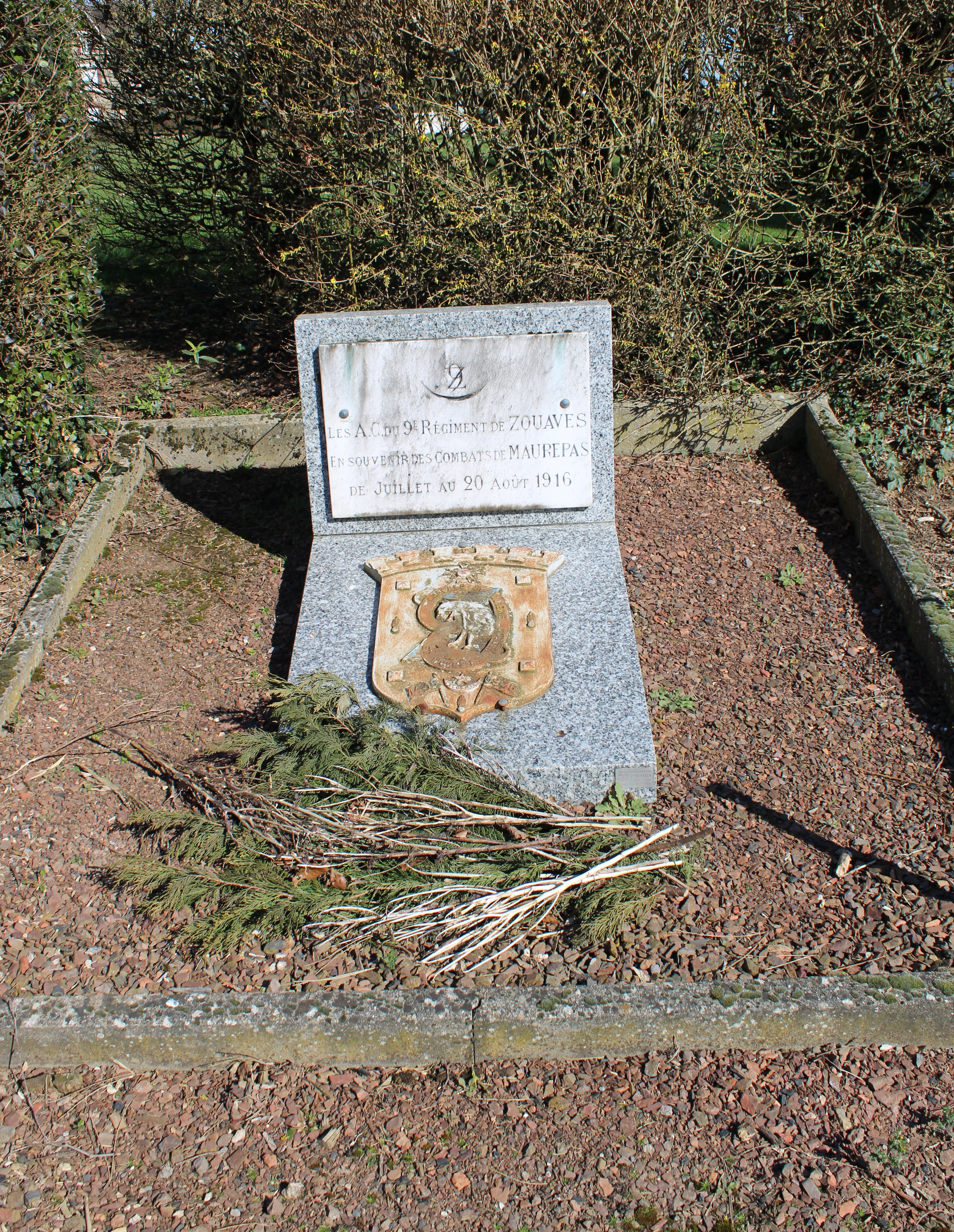
Monument en hommage au 9e régiment de zouaves lors de la  bataille de la Somme en juillet-août 1916 à Maurepas.

Réorganisé et revenu au front à Saillisel le 12 novembre, le régiment subit le 15 une attaque massive sur la tranchée de Reuss et perd plus de 1 000 hommes, tués, blessés ou disparus.

#### 1917
En avril 1917, il rejoint Vendresse, où il est engagé dans l'offensive du Chemin des Dames. En soutien le 16, il passe en première ligne le lendemain. Renvoyé au repos le 23 avril, il revient sur le Chemin des Dames dès le 7 mai, jusqu'au 6 juin. Le régiment rejoint ensuite Bois-le-Prêtre.

Images du régiment au Chemin des Dames, avril 1917
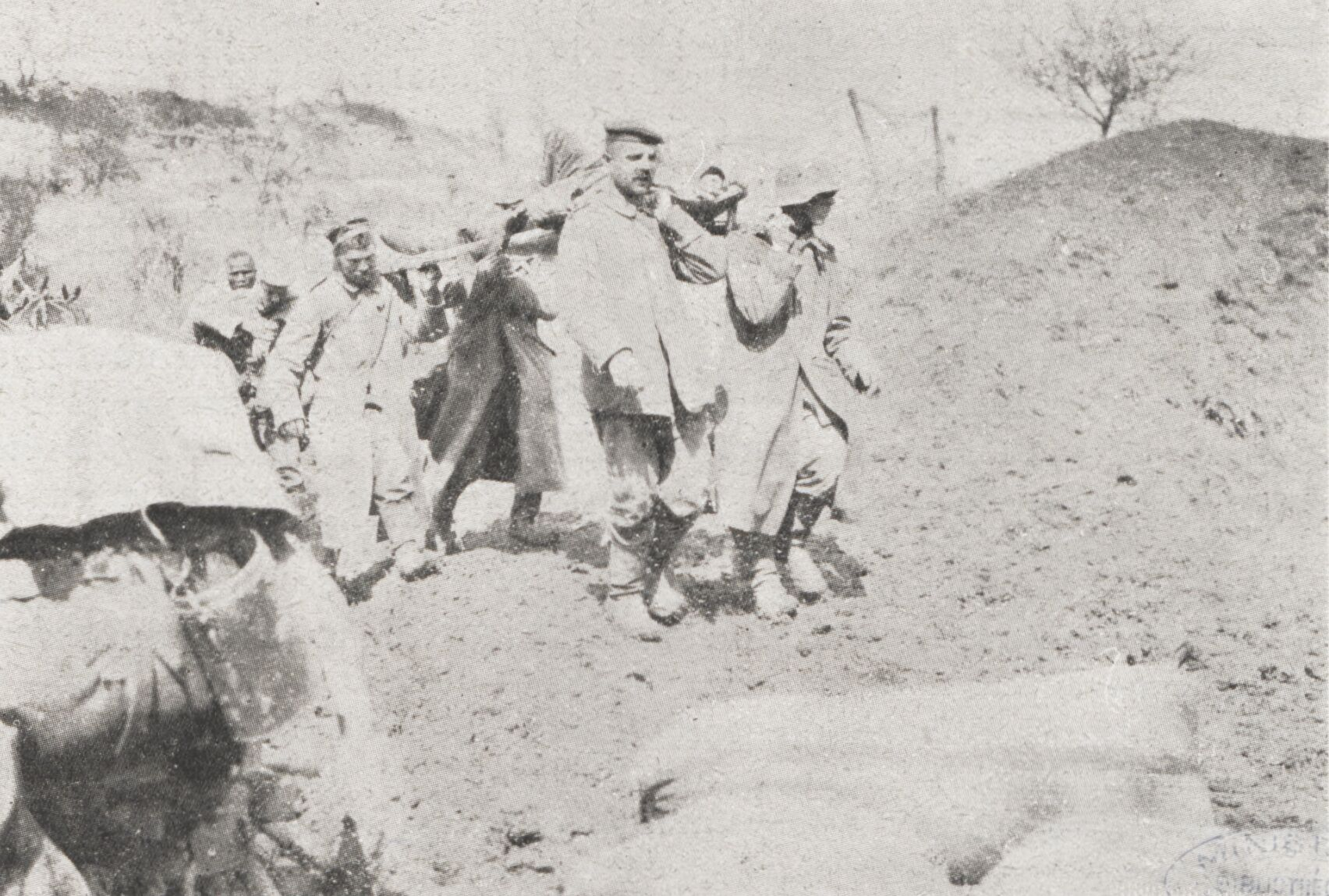
Prisonniers allemands et blessés du 9e zouaves à Vendresse le 16 avril 1917.
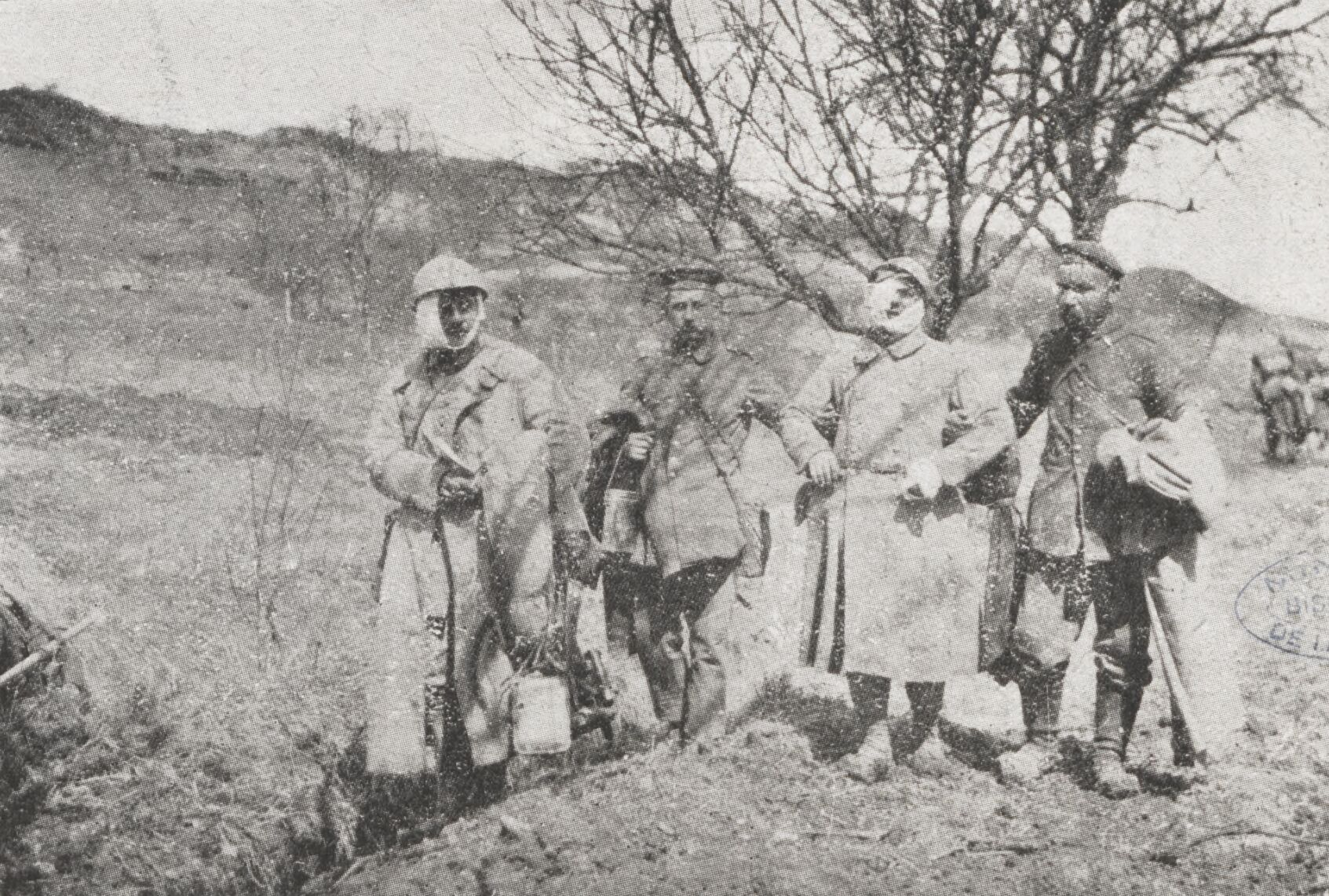
Prisonniers allemands et blessés du 9e zouaves le 16 avril 1917.
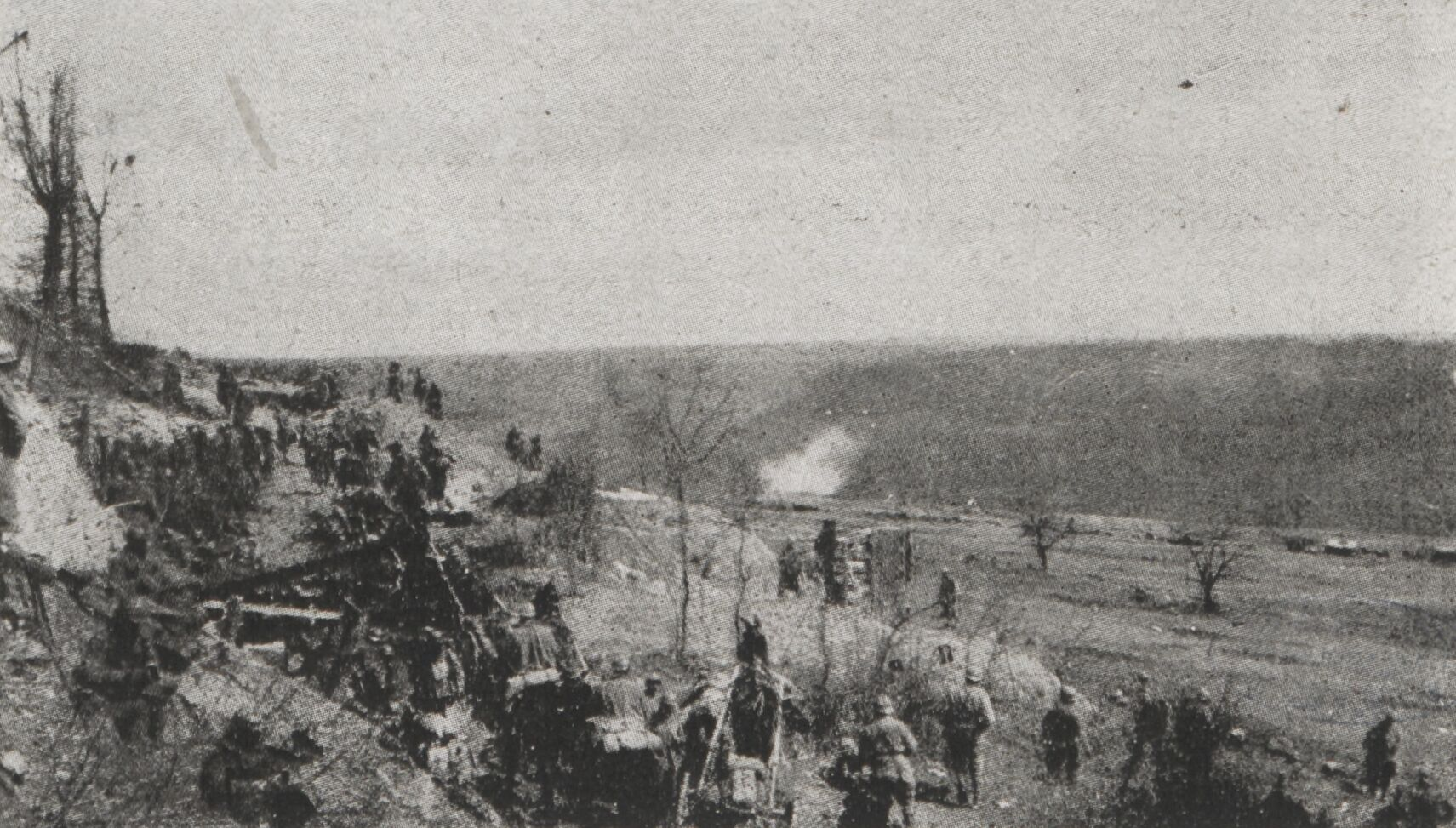
Le régiment monte à l'assaut du Chemin des Dames, le 17 avril 1917.
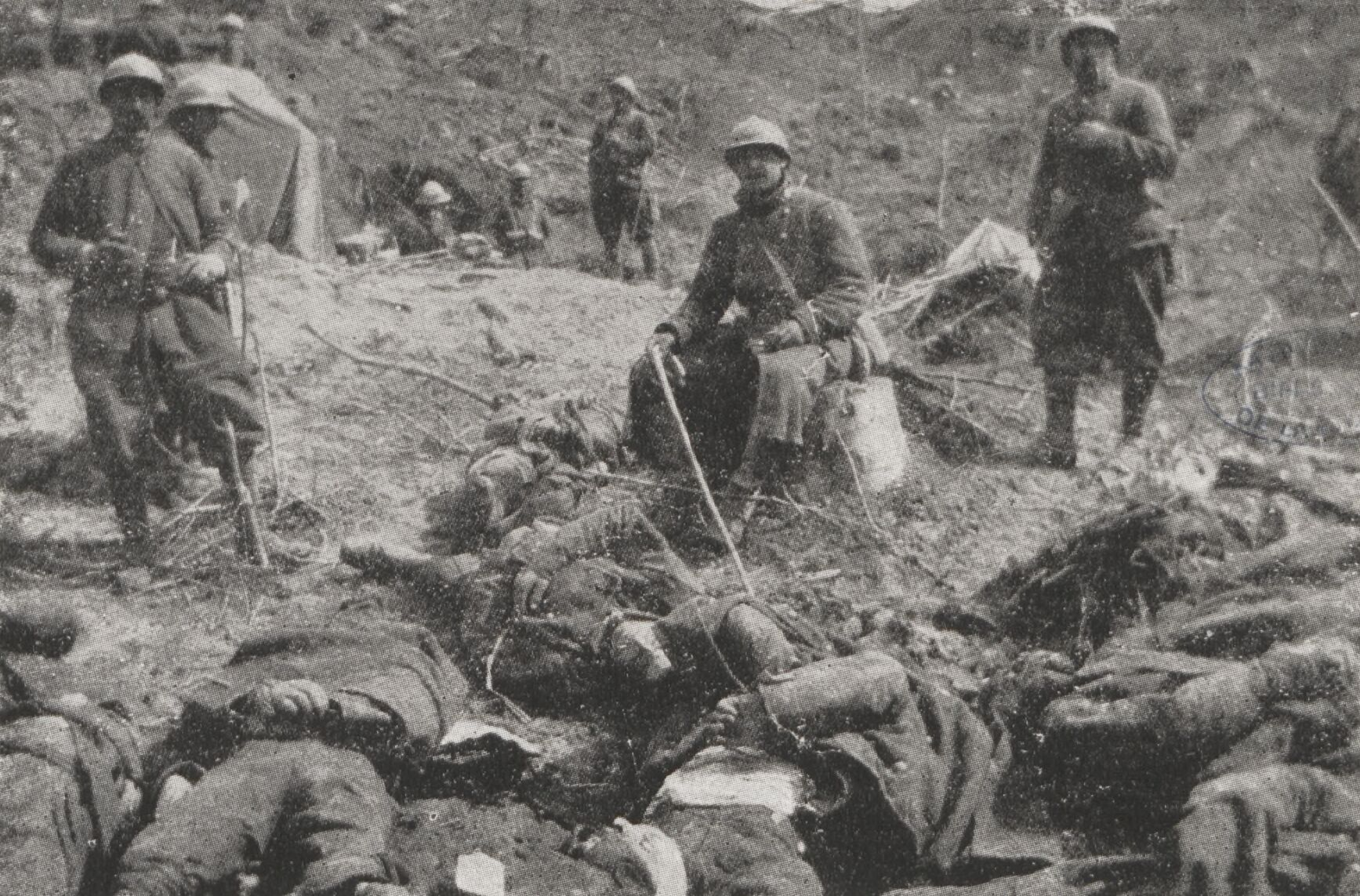
Soldats allemands tués et poilus du 9e zouaves au ravin du Paradis le 17 avril 1917

#### 1918

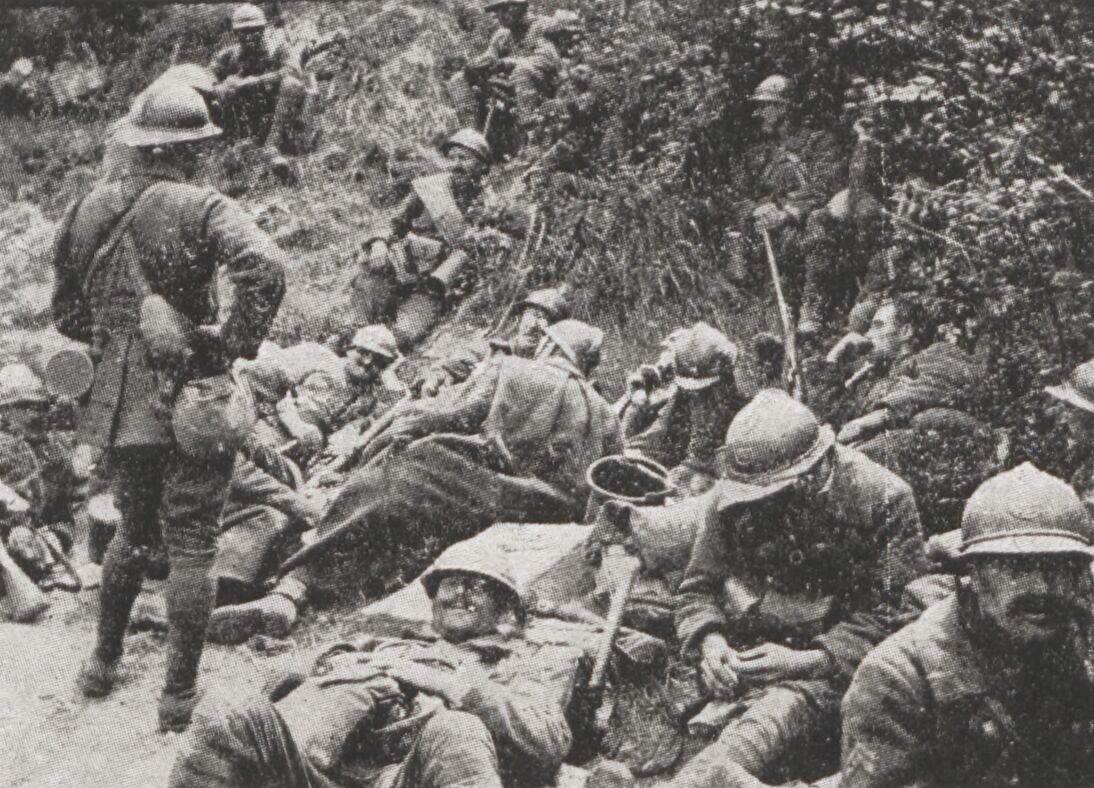
L'état-major du régiment en position d'attente lors de l'offensive sur Soissons, le 16 juillet 1918.

Début 1918, le régiment est de retour à Verdun, devant Douaumont, Bois-le-Chaume et Les Chambrettes.
En juin 1918, il s'empare du village de Cœuvres pendant la 3e bataille de l'Aisne, il y obtient sa troisième citation. Puis il se dirige en juillet sur Saconin, Breuil et Soissons, le régiment est cité pour la quatrième fois (seconde bataille de la Marne).
Il est ensuite engagé dans la Somme en août 1918 et est cité une cinquième fois. Il combat à Berry-au-Bac le 9 octobre, sanctionné par une sixième citation. Il termine la guerre près de Landifay.

### Entre-deux-guerres

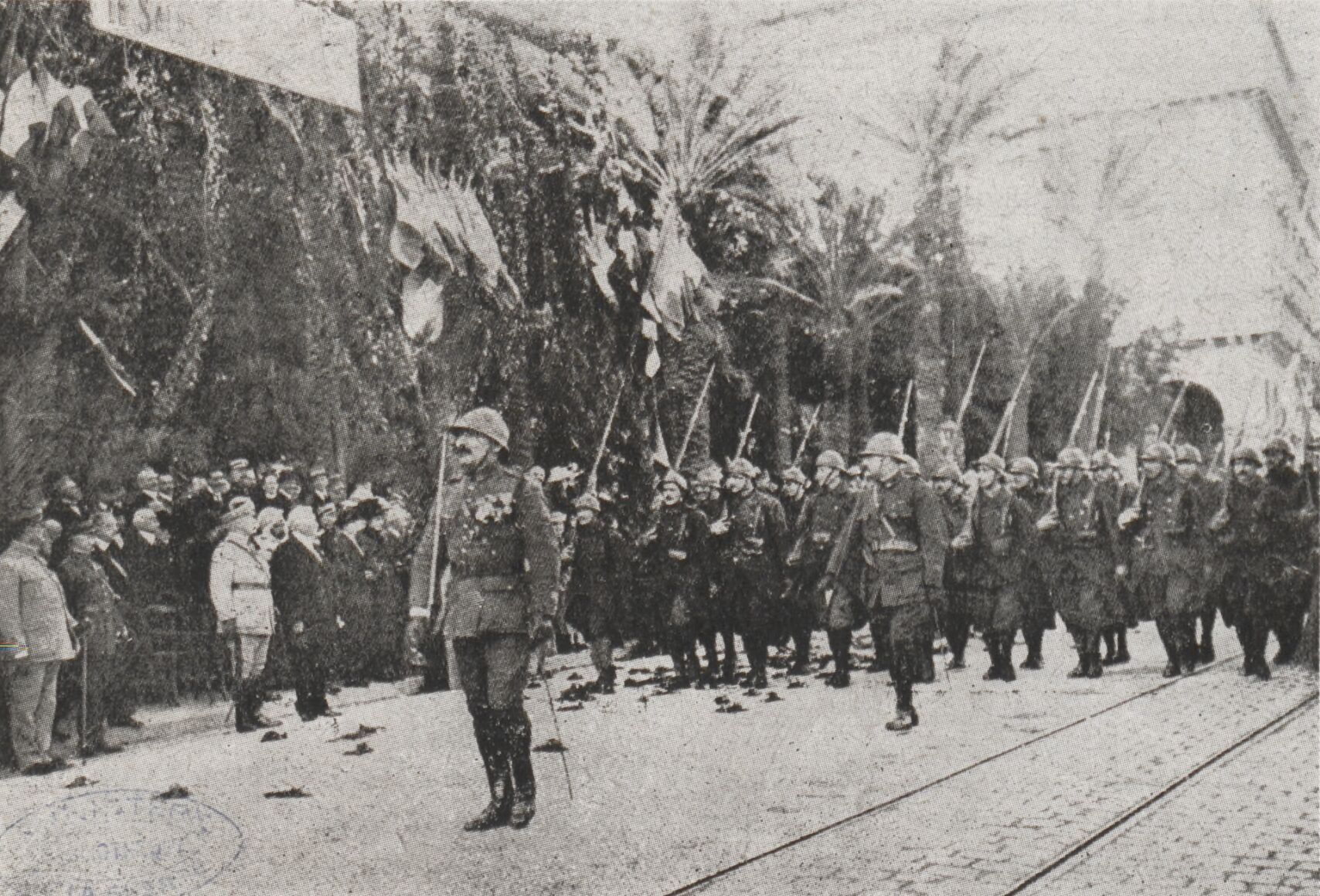
Le 9e zouaves défile à Alger à son retour en février 1919.

Le régiment est dissous en février 1919, après avoir débarqué à Alger et à Tunis.
Pourtant, le 13 juillet 1919 à Paris, son drapeau est décoré par le président Poincaré de la Légion d'honneur avec une septième citation. Le président Poincaré décide donc de donner le numéro 9 à un des deux nouveaux régiments créés le 1er janvier 1920 et le 9e régiment de zouaves prend garnison à Alger.
Il combat au Maroc lors de la guerre du Rif en 1925 et 1926. Revenu en Algérie, il tient garnison à Fort-National (Ier bataillon), à la caserne d'Orléans à Alger (IIe bataillon) et à Aumale (IIIe bataillon).

### Seconde Guerre mondiale

#### Campagne de France mai-juin 1940
Le 2 septembre 1939, la déclaration de guerre le conduit vers le sud tunisien avec la 85e division d'infanterie d'Afrique afin de faire face à une éventuelle menace italienne. Finalement, le régiment part pour la métropole rejoindre la 87e DIA, arrive à Castelnaudary le 10 novembre 1939. En mars 1940, il prend position dans le secteur de Sarreguemines en Moselle, au sein de sa division.
Mais l'offensive allemande s'est déclenchée le 10 mai 1940 et l'ennemi a percé à Sedan. Aussitôt le régiment s'établit à partir du 18 mai sur les berges du canal de l'Ailette dans l'Aisne. Le régiment résiste aux attaques allemandes successives qui se déclenchent à partir du 21 mai. Ayant ordre de tenir coûte que coûte, il bloque toutes les attaques jusqu'au 6 juin en soirée : devant une menace d'encerclement le régiment reçoit l'ordre de décrocher, mission exécutée dans la nuit au contact de l'ennemi.
Le 7 juin, il franchit l'Aisne à Vic-sur-Aisne. Puis c'est Crépy-en-Valois, mais le bourg est déjà occupé par les troupes allemandes. Le Ier bataillon se sacrifie et permet aux autres unités de s'échapper à la capture avant de se regrouper sur la Gergogne, à Vincy-Manœuvre. Le lendemain, le régiment reçoit pour mission de tenir la zone de Saint-Germain-sur-Morin, et enfin de se porter au sud de la Seine. Lors de l'arrêt des combats le 25 juin, le 9e zouaves est sur la Vienne, prêt au combat, après un repli en bon ordre de plus de 400 kilomètres.
Dans les seuls combats de l'Ailette, le régiment déclare avoir fait 1 800 morts et 4 500 blessés allemands, ayant lui-même perdu 28 officiers, 97 sous-officiers et 1 038 caporaux et zouaves tués, blessés ou disparus.
Une huitième palme et la Croix de guerre 1939-1940 viennent alors s'accrocher à son drapeau, accompagnées de la citation à l'ordre de l'armée suivante :« Sous les ordres du Lieutenant-Colonel Tasse, a, depuis le 5 juin, constamment tenu tête à l'ennemi ; sur l'Ailette pendant deux jours, à l'est de la forêt de Compiègne pendant deux jours, pour couvrir le flanc droit des Divisions voisines, pendant deux jours enfin, sur le front de la Seine, se laissant encercler dans ses points d'appui formés sans aucune défaillance, se dégageant la nuit, et ne quittant la position que lorsque l'ordre de repli était imposé par le Commandement.
A fait au cours de ces combats plus de 200 prisonniers allemands. »[réf. souhaitée] Le 2 septembre 1940.
Signé : Weygand.
En juillet, le régiment s'installe dans l'Indre, prenant le nom de « régiment de l'Indre » dans l'Armée d'armistice. Le mois suivant, les rescapés du 9e zouaves rejoignent Alger.

#### Campagne de libération 1943-1945
Après le débarquement allié en Afrique du Nord en novembre 1942 et la reformation de l'armée française, les zouaves, en raison de la crise des effectifs, recrutent aussi des combattants « indigènes » et deviennent des unités mixtes.
Le 1er février 1943 le régiment est reconstitué et est en garnison à Alger et à Tizi-Ouzou. Le 15 avril 1943 il reçoit de nouveau son drapeau de 1915.
Il s'installe en Corse à partir de novembre 1943. Lors de la conquête de l'île d'Elbe, en juin 1944, une compagnie du régiment rattachée à la 9e division d'infanterie coloniale (9e DIC) débarque sur l’île de Pianosa et l’occupe sans combat puis retourne en Corse. Lors de ce passage en Corse, Simone de Lattre, épouse du général de Lattre de Tassigny, commandant la 1re armée française, fait part d'une anecdote survenue en août 1944 à Olmeta-di-tuda, petite commune où est installé le quartier général de de Lattre : « c'est le Ramadan, et deux soirs de suite, nos braves musulmans du 9e Zouaves nous causent des émotions, à l'heure précise où nous espérons un « communiqué » : le premier soir, le sous-officier, chargé d'annoncer la fin du jeûne, jette des grenades aux quatre sorties du village, si près des maisons que tout tremble et que maintes vitres sont brisées. Il y a même un vitrail de l'église qui éclate.  Petit drame dans Olmeta-di-Tuda! Le deuxième soir, on prend des précautions ; les grenades sont lancées à une bonne distance des habitations, mais l'herbe est sèche, et voilà le feu qui court dans le maquis et les broussailles. Pendant près de deux heures, nous faisons la chaîne avec des seaux, et nous coupons des branches pour frapper, afin de maîtriser l'incendie. ».
Sous les ordres du lieutenant-colonel Aumeran, le 9e RZ met pied en métropole fin octobre 1944. Alors au sein même de la 1re armée française du général de Lattre de Tassigny, et aux côtés de leurs camarades chasseurs d'Afrique, légionnaires et coloniaux, les zouaves participent dans le Doubs vers la frontière suisse à une suite de combats acharnés en enlevant de haute lutte le village de Roches-lès-Blamont le 16 novembre 1944, puis la ville d'Hérimoncourt le 17 novembre 1944.
Après une période de stabilisation dans la région de Mulhouse en décembre et une réorganisation en janvier 1945 au cours de laquelle il intègre deux bataillons du régiment FFI Corrèze-Limousin, dissous, le régiment revient dans le secteur des Vosges au col de la Schlucht, où ni le froid, ni la neige, ni les attaques allemandes soudaines ne sont parvenus à le déraciner de sa position. Le "9" repart à l'attaque le 2 février 1945 et libère Munster le 5 février.
Au coude à coude avec leurs camarades de la 9e division d'infanterie coloniale, les zouaves franchissent le Rhin le 29 mars 1945 à la hauteur de Karlsruhe. Il bouscule et désorganise alors le dispositif ennemi de la Forêt-Noire, poursuit l'adversaire, lui enlevant au cours de durs combats Baden-Baden, participant ainsi à l'entrée des troupes françaises dans Stuttgart. Le 1er mai le 9e régiment de zouaves, au sein de la 5e DB, termine sa marche à Brégence, sur les bords du lac de Constance.
Une 8e inscription se grave alors sur son drapeau : « Roche-lès-Blamont 1944 », où s'y accroche la croix de guerre 1939-1945.
Lors des campagnes de France et d'Allemagne, de septembre 1944 à mai 1945, il compte près de 230 tués dont près de la moitié de soldats maghrébins (principalement algériens)[réf. à confirmer].
En mai 1945, un bataillon de marche formé par le régiment en février 1945 avec des jeunes FFI, constitué caserne Dupleix à Paris et entraîné à Nemours, est envoyé au Levant. Débarqué mi-mai 1945 à Beyrouth et à Tripoli, il est rattaché à la 3e brigade française libre.
En novembre 1945, le 9e RZ est cité à l'ordre de l'armée en ces termes : « Splendide régiment formé de Nord-Africains et de jeunes volontaires de la métropole, rivalisant d’ardeur et d’enthousiasme, a tout de suite confirmé, grâce au dynamisme de cadres magnifiques, ses traditions de courage et d’héroïsme... A fait preuve au cours de toutes les actions où il a été engagé d’un esprit de sacrifice et d’une tenue au combat qui en ont fait le digne successeur de son aîné ».
Le colonel Aumeran est lui nommé au grade de général de brigade, promu commandeur de la Légion d'honneur et décoré de la Silver Star américaine,.
Le 1er janvier 1946, le 9e RZ fusionne avec le groupement nord-africain pour former le bataillon mixte zouaves-tirailleurs du Levant (BMZTL), en garnison à Lattaquié.

### Guerre d'Algérie

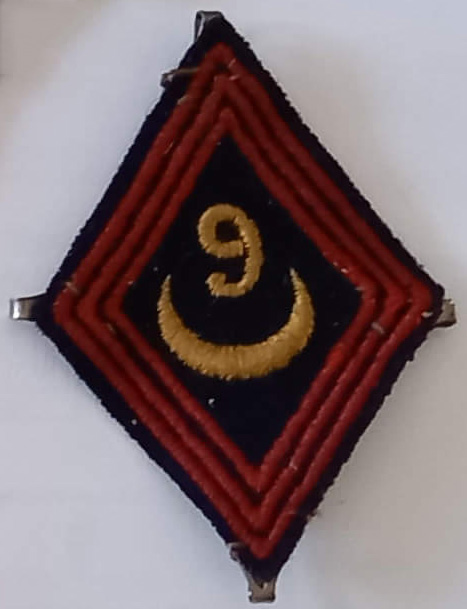
écusson 9e zouave

En 1946, le régiment est réduit à un bataillon. Dès 1954, il participe aux opérations de police en Kabylie. Il est chargé ensuite du maintien de l'ordre dans la ville d'Alger ou sa 4e compagnie, sous les ordres du capitaine Sirvent, installée dans la Casbah, démantèle plusieurs réseaux du FLN.
Le régiment est dissous en octobre 1962.

### Centre d'entraînement commando (Givet)
De mars 1982 au 3 mars 2006, le Centre d'entraînement commando (CEC) de Givet dans les Ardennes a eu la garde du drapeau du 9e régiment de zouaves (9e RZ) et a assuré la tradition de toutes les unités de zouaves. Le CEC créé en 1961, par la 61e compagnie du génie aéroporté (61e CGAP) unité issue du 17e bataillon du génie aéroporté (17e BGAP), pour la 11e division légère d'intervention (DLI) s'est appelé successivement « Centre d'entraînement commando de la 11e division légère d'intervention », « Centre d'entraînement commando no 2 », « Centre d'entraînement commando-9e régiment de zouaves », puis enfin « Centre d'entraînement commando » (tous les autres ayant été dissous successivement dans le cadre de diverses restructurations de la Défense). Le départ du drapeau du 9e RZ eut lieu le 29 septembre 2006 et il a été choisi de confier au centre les traditions du 3e régiment de chasseurs parachutistes (3e RCP). Le centre d’entraînement commando de Givet a fermé ses portes à l’été 2009 à la suite d'une nouvelle restructuration.
Les traditions des Zouaves et le drapeau ont été remis en 2006 à l’École d’Application d’Infanterie à Montpellier, elle-même restructurée en 2010. Le drapeau n'a pas suivi l'école lors de son départ au quartier Bonaparte de Draguignan en juillet 2010 (co-localisation avec l'École de l'artillerie afin de générer des économies). Le Drapeau est actuellement en remise comme l'ensemble du Musée de l'Infanterie, qui n'a pas trouvé place à Draguignan (stocké probablement avec les autres pièces de collection du musée à Saint-Astier), dans l'attente d'une nouvelle implantation du Musée de l'Infanterie (le projet de la cité Vauban à Neuf-Brisach n'ayant pas abouti pour sa part).

## Traditions

### Drapeau
Il porte, cousues en lettres d'or dans ses plis, les inscriptions suivantes :
- Yser 1914
- Verdun 1916'
- Cœuvres 1918
- Saconin 1918
- Breuil 1918
- Montdidier 1918
- Berry-au-Bac 1918
- Roches-lès-Blamont 1944

### Décorations
- Fourragère à la couleur du ruban de la Légion d'honneur (1919)
- Légion d'honneur (1919)
- Croix de Guerre 1914-1918 6 palmes et 1 étoile d'argent
- Croix de guerre 1939-1945 2 palmes

### Insigne

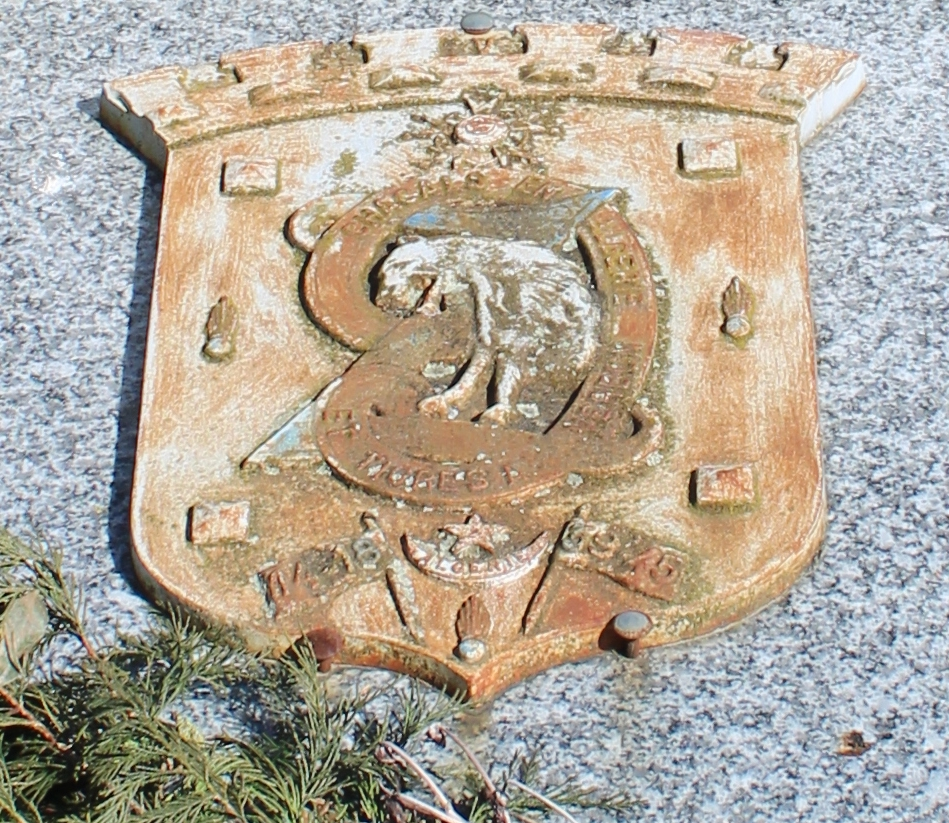
Blason du 9è régiment de zouaves figurant sur le monument hommage de Maurepas (Somme).

Un tigre surgissant d'un 9 (garance sur l'insigne métallique) et d'un Z (bleu foncé sur l'insigne métallique) entrelacés.

### Marche du9eZouaves
Comme pour tous leurs camarades des autres régiments de Zouaves, les zouzous du "9" ont pour chant de tradition : Pan Pan l'arbi !.
Les zouaves d’après 1945 entonnent aussi Les Africains.

## Personnalités ayant servi au9erégimentde zouaves
- Raymond Duval (1894-1955), général, grand-croix de la Légion d'honneur. Lieutenant au 9e zouaves en 1914-1918 ;
- Jean Paulhan (1884-1968), écrivain français, au régiment pendant la première guerre mondiale ;
- Joseph de Goislard de Monsabert (1887-1981), général français, grand-croix de la Légion d'honneur, a servi au régiment en 1914-1918 ;
- Jean Aujame (1905-1965), artiste peintre français, y effectue son service militaire de 1927 à 1929 ;
- Jacques Pernet (1911-2002), résistant et Haut-fonctionnaire français, Compagnon de la Libération, y a effectué son service militaire ;
- Charles Thomas (1913-1944), résistant français, sergent au régiment avant la seconde guerre mondiale ;
- Pierre Puech-Samson (1915-2000), résistant et député français, Compagnon de la Libération, y a effectué son service militaire ;
- Cabu (1938-2015), dessinateur français, au régiment pendant la guerre d'Algérie.
- François TORA (1933-2025), CRS puis Président des Anciens Combattants UNC AFN 35 ans, Maire Adjoint de SEQUEDIN pendant 30 ans, Chevalier de l'Ordre du Mérite National

## Sources et bibliographie
- Bruno Carpentier, La Légende des Zouaves, SOPAIC (présentation en ligne).
- Lieutenant-colonel Tasse, La randonnée du 9e Zouaves, L. Chaix, 1941.
- Chef de bataillon Bonnet (préf. Adolphe Aumeran), L'épopée du 9e Zouaves, E. Imbert.
- Historique du 9e régiment de marche de zouaves dans la Grande Guerre 1914-1918, Alger, impr. Fontana frères, 1921, 62 p. (lire en ligne).